# Bristol Hercules
El Bristol Hercules fue un motor radial de aviación de 14 cilindros en doble estrella, diseñado por Sir Roy Fedden y producido por la Bristol Engine Company, empezando en 1939. Fue el primero de sus diseños de válvula de camisa simple (tipo Burt-McCollum o Argyll) en ser usado ampliamente, equipando muchos aviones de la Segunda Guerra Mundial.

## Diseño y desarrollo
Las razones para usar un diseño de válvula de camisa eran dos: proveer un óptimo flujo de gases de entrada y salida en un motor radial de doble estrella, mejorando su eficiencia volumétrica; y permitir relaciones de compresión más altas, mejorando su eficiencia térmica. La disposición de los cilindros en dos estrellas hace muy difícil utilizar cuatro válvulas por cilindro, consecuentemente todos los motores radiales con válvulas de asiento de dos y cuatro estrellas están limitados a una configuración de dos válvulas por cilindro. Además, la cámara de combustión de los motores con válvulas de camisa está despejada de válvulas, especialmente la de escape (siempre muy caliente), siendo relativamente suave, lo que permitía a los motores trabajar con combustible de menor número de octanos utilizando la misma relación de compresión. Por el contrario, el mismo número de octanos en el combustible puede ser utilizado al mismo tiempo que se emplea una relación de compresión más alta, o con presión de sobrealimentación, lo que representaría en una mayor economía, o una mayor potencia.
Bristol introdujo sus primeros diseños de válvula de camisa con el Perseus en la gama de los 750 hp (560 kW) y con el Aquila en la gama de los 500 hp (370 kW), que se destinaron a suministrarse en la década de 1930. El desarrollo de los aviones militares fue tan rápido que ambos motores se quedaron pronto bajos de potencia, y para producir motores más grandes, Bristol desarrolló versiones de 14 cilindros de esos motores. El Perseus evolucionó en el Hercules, y el Aquila en el Taurus.
El primer motor Hercules estuvo disponible en 1939 como el Hercules I de 1.290 hp (960 kW), pronto mejorado a 1.375 hp (1.025 kW) en el Hercules II. La versión más grande fue el Hercules VI, el cual entregaba 1650 hp (1.230 kW), y al final de la guerra el Hercules XVII producía 1.735 hp (1.294 kW).
El Hercules motorizó varios aviones, incluyendo el propio caza pesado Beaufighter, aunque fue más utilizado en bombarderos. El Hercules también fue usado en varios diseños civiles. El diseño fue licenciado para ser producido en Francia por SNECMA. Es considerado como uno de los motores más confiables de su época, y era muy apreciado por pilotos y mecánicos.
Se construyeron más de 57.400 motores Hercules.

## Aplicaciones

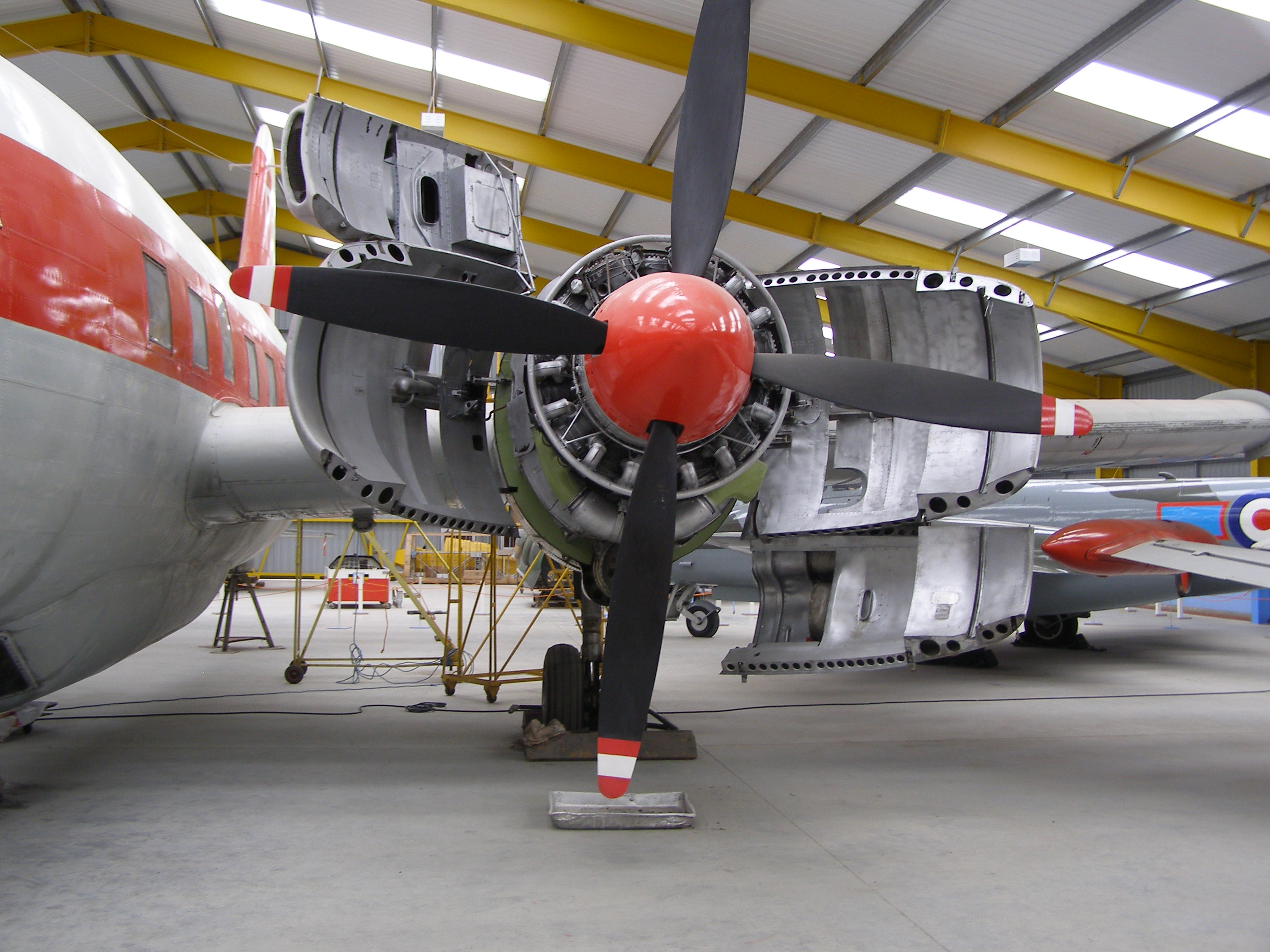
Un Hercules colocado en un Vickers Varsity en exhibición en el Newark Air Museum.

Nota:
- Armstrong Whitworth Albemarle
- Avro Lancaster
- Avro York
- Bristol Beaufighter
- Bristol Buckingham
- Bristol Freighter
- Folland Fo.108
- Handley Page Halifax
- Handley Page Hastings
- Handley Page Hermes
- Nord Noratlas
- Northrop Gamma
- Saro Lerwick
- Short S.26
- Short Seaford
- Short Solent
- Short Stirling
- Vickers Valetta
- Vickers Varsity
- Vickers VC.1 Viking
- Vickers Wellesley
- Vickers Wellington

## Especificaciones (Hercules II)

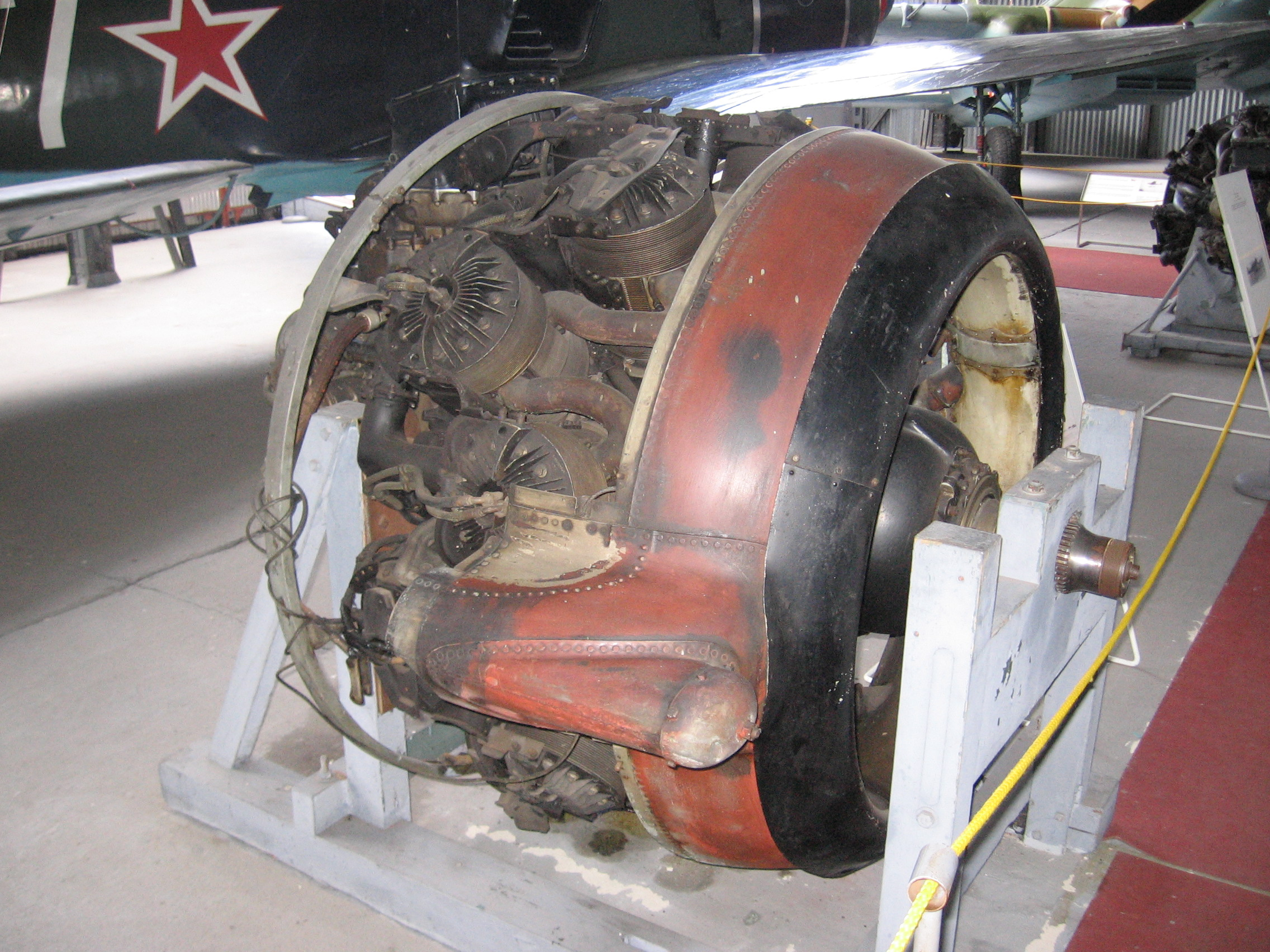
El Bristol Hercules del Museo de Aviación Kbely, Praga.

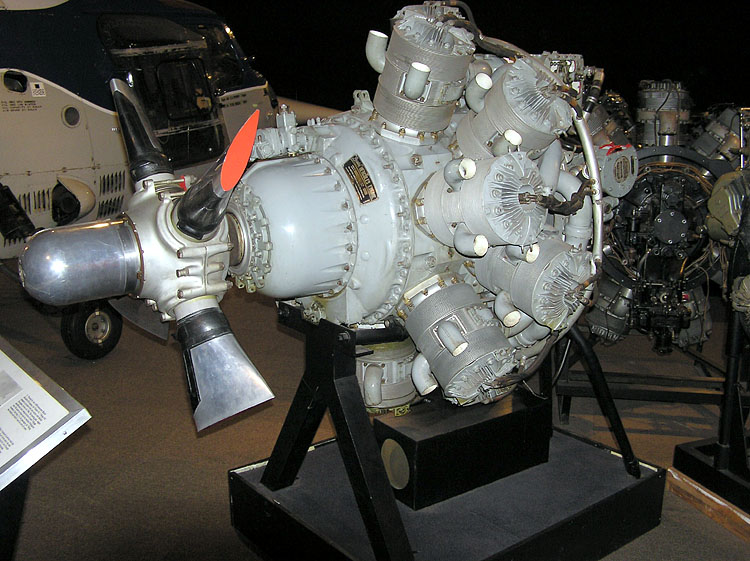
Motor Bristol Hercules. Nótese la ausencia de empujadores en los cilindros. Cada cilindro tiene dos lumbreras de escape al frente (los tubos en forma de "L") y tres lumbreras de admisión en la parte posterior, las que parten de un único múltiple.

- Tipo: motor radial de 14 cilindros en doble estrella, supercargado, refrigerado por aire
- Diámetro: 146 mm
- Carrera: 165 mm
- Cilindrada: 38.700 cc
- Largo: 1.350 mm
- Diámetro del motor: 1.397 mm
- Peso: 875 kg
- Válvulas: Válvulas de camisa comandadas por engranajes, con cinco lumbreras por camisa, tres de admisión y dos de escape
- Compresor: supercargador centrífugo de una velocidad
- Alimentación: carburador Claudel-Hobson
- Combustible: gasolina de 87 octanos
- Refrigeración: Por aire
- Potencia:
  - 1.272 hp (949 kW) a 2.800 rpm al despegue
  - 1.356 hp (1.012 kW) a 2.750 rpm a 1.220 m
- Compresión: 7,0:1
- Consumo: 195 g/(hp•h) (261 g/(kW•h))
- Cilindrada/potencia: 34,7 hp/litro (26,15 kW/litro)
- Peso/potencia: 1,4 hp/kg (1,16 kW/kg)
- Caja de reducción: 0,44 a 1, Farman de engranajes epicíclicos